# Canaris (film)
Canaris è un film biografico del 1954, diretto da Alfred Weidenmann.
Tratta i reali eventi degli ultimi dieci anni dell'Ammiraglio Wilhelm Canaris, al comando dell'Abwehr, il servizio segreto militare tedesco, prima e durante la Seconda guerra mondiale.
Film tedesco del periodo post-bellico. Cerca di dimostrare che durante la guerra, non tutti i tedeschi erano dei biechi nazisti.

## Trama
L'Ammiraglio Canaris è a capo del Servizio segreto militare tedesco. Nonostante il prestigioso incarico, non condivide l'ideologia nazista, perciò si trova in contrasto con i gerarchi nazisti. Partecipa ad un tentativo di colpo di stato, che però non si realizza. 
Durante la guerra, essendo a conoscenza delle forze nemiche e delle reali condizioni dell'esercito tedesco, cerca di mettersi in contatto con gli Alleati per trattare segretamente la resa della Germania. Sospettato dal regime di essere un complottista, dopo il fallito attentato del colonnello Stauffenberg, viene arrestato. Nell'aprile del '45, verrà impiccato.

## Riconoscimenti
- Lola al miglior film 1955